# Wireless Application Protocol
Wireless Application Protocol (WAP) (англ. Wireless Application Protocol) — устаревший протокол беспроводной передачи данных. Был создан специально для сетей GSM (GPRS, то есть 2,5G), где нужно устанавливать связь портативных устройств (мобильный телефон, КПК, пейджеры, устройства двусторонней радиосвязи, смартфоны, и другие терминалы) с сетью Интернет. WAP возник в результате слияния двух сетевых технологий: беспроводной цифровой передачи данных и сети Интернет. С помощью WAP пользователь мобильного устройства может загружать из сети Интернет любые цифровые данные. Параллельно с WAP для возможности отображать мобильный контент на монохромных (а позже — и четырёх- и восьмицветовых) экранах мобильных устройств был создан WML, по стилю написания похожий на HTML, но гораздо более облегчённый и оптимизированный для мобильных устройств c низким уровнем поддерживаемых технологий.

## История WAP
В 1995 году компания Unwired Planet (позже переименованная в Phone.com и, наконец, в Openwave) предложила протокол связи для сетей CDMA, DAMPS (CDPD) и iDEN, реализованный на базе языка HDML (Handheld Device Markup Language).
Первое упоминание о WAP восходит к июню 1997 года, когда три лидера мобильного рынка — Ericsson, Motorola и Nokia, — а также ориентированная на эту проблему фирма Unwired Planet создали так называемый «Форум WAP». Некоммерческая организация WAP Forum (www.wapforum.org) была учреждена в январе 1998 года. Идею, объединяющую два феномена конца XX века — Интернет и мобильную связь, — единодушно поддержали. В течение полугода участниками проекта стало большинство крупных производителей инфраструктуры сотовой связи и мобильной телефонии. Сегодня в консорциум входит более 500 организаций. В мае 1998 года была опубликована первая редакция WAP — v.1.0. Однако, несмотря на стройность общей концепции, ошибок и неточностей было очень много. И практически через год, в июне 1999 года, на суд общественности была представлена вторая версия — WAP v.1.1. Летом 2000 года были обнародованы вариант WAP v.1.2 и его подвид WAP v.1.2.1. Последняя версия WAP v.2.0 появилась в январе 2002 года.
Изначально WAP создавался для широкого круга технологий и стандартов беспроводной мобильной связи: сотовой (GSM, CDMA, DAMPS), транковой (TETRA), пейджинговой (FLEX) и микросотовой (DECT). Была предусмотрена даже поддержка сетей 3G, в частности UMTS/CDMA2000 1X.WAP инвариантен к ядру, с которым взаимодействует WAP-браузер. WAP был задуман как открытый стандарт для беспроводной передачи данных, не зависящий от поставщиков устройств и услуг, оптимизированный для мобильных телефонов с крошечным дисплеем, ограниченной памятью и невысокой производительностью.
WAP 2.0
 — усовершенствованная версия WAP, которая использует сокращенный вариант XHTML и CSS, что означает, что сайт WAP 2.0 может быть виден и с помощью обычного браузера на компьютере без установки каких-либо дополнительных плагинов и т. п.
XHTML Mobile Profile (XHTML MP) — это язык разметки в WAP 2.0, разработан для работы в мобильных устройствах. Версия CSS для WAP называется WAP CSS и поддерживается XHTML MP.
WAP 2.0 совместим с предыдущими версиями WAP.
Современное состояние WAP
WAP, как протокол связи, сегодня не используется на практике. В начале 2020-х годов мировые операторы связи постепенно прекратили поддержку выхода в интернет по этому протоколу. Например, Мегафон отключил услугу «Доступ в интернет по протоколу WAP» с 10 января 2022 г. «из‑за частичного отключения устаревшего протокола передачи данных WAP». При этом существуют веб-сайты, выполненные на XHTML MP — языке разметки WAP. То есть WAP-сайты до сих пор существуют, но их можно посмотреть только через специальные службы, например на Mail.ru ().

## Архитектура WAP
Разработчики WAP попытались максимально использовать существующие технологии World Wide Web. Поэтому архитектура WAP очень похожа на архитектуру WWW. В WAP используется тот же самый способ адресации ресурсов, что и в WWW, те же обозначения типов данных.
В WAP существуют свои аналоги HTML и JavaScript. В качестве клиента выступает мобильное устройство со встроенным WAP-браузером (см. также WML-сайт). Запросы от него идут на WAP-шлюз, который, получив данные от сервера, отправляет их клиенту. В качестве сервера может выступать самый обычный Web-сервер. В этом случае между WAP-шлюзом и сервером используется протокол HTTP.
Такая модель взаимодействия позволяет использовать уже существующие и проверенные временем серверные технологии, такие как PHP, ASP, CGI и т. п.
В функции WAP-шлюза входят преобразование запросов из формата WAP-протокола в формат WWW-протокола и обратно, а также преобразование данных с целью оптимизации трафика.
Чтобы уменьшить объём передаваемых по беспроводной сети данных, текстовые ресурсы, пришедшие от сервера, передаются клиенту в бинарной форме.
WAP-шлюз может также выполнять часть функций сервера. При этом, если вся необходимая функциональность переносится на шлюз, внешние Web-серверы могут быть не нужны.

## WAP-браузер
WAP-браузер — это упрощённый браузер, работающий на протоколе WAP, приспособленный под работу на устройствах с примитивными операционными системами, то есть кнопочных телефонах, как например Samsung SGH-X460.
WAP-браузеры из-за высокой цены услуг использовались нечасто, обычно для скачивания картинок на рабочий стол телефона, установки игр и приложений (JavaOS), и мелодий на рингтон, для сёрфинга сайтов, но для использования социальных сетей и просмотра видео, WAP абсолютно непригоден, учитывая низкую скорость соединения GPRS и высокую стоимость каждого мегабайта трафика.